# Rúaidhrí Conroy
Pour les articles homonymes, voir Conroy (homonymie).
Rúaidhrí Conroy (né le 30 novembre 1979 à Dublin) est un acteur irlandais. 

## Filmographie
- 1990 : Fools of Fortune de Pat O'Connor : Little edy
- 1991 : Hear My Song de Peter Chelsom : le petit-fils de Ryan
- 1992 : Le Cheval venu de la mer (Into the West) de Mike Newell : Tito
- 1997 : Le Baiser du serpent (The Serpent's Kiss) de Philippe Rousselot : l'assistant du physicien
- 2004 : Six Shooter (court-métrage) de Martin McDonagh : l'enfant
- 2017 : Last Crusade - Les Gardiens de la relique (Pilgrimage) de Brendan Muldowney : frère Rua
- 2019 : The Professor and the Madman de Farhad Safinia : Declan Reilly